# Paul Petau
Paul Petau (en latin, Paulus Petavius), né à Orléans en 1568 et mort à Paris le 17 septembre 1614, est un magistrat, érudit, bibliophile et numismate français. Il a constitué une riche bibliothèque de manuscrits et d'imprimés, continuée par son fils Alexandre Petau.

## Biographie
Paul Petau est reçu conseiller au Parlement de Paris en 1588.
L'origine de la collection de Paul Petau se trouvait dans de fameuses bibliothèques du XVIe siècle dispersées à la mort de leurs propriétaires : notamment celles de Jean Grolier de Servières, de Claude Fauchet, de Jean Nicot. Une notable acquisition fut celle de la bibliothèque de Pierre Daniel, avocat orléanais, qu'il fit en 1604 conjointement avec Jacques Bongars ; cette collection comprenait notamment des manuscrits venant de l'abbaye de Saint-Benoît-sur-Loire et peut-être aussi de l'abbaye de la Trinité de Fécamp. Paul et Alexandre Petau ouvrirent largement leur bibliothèque aux savants du XVIIe siècle, comme Jacques Sirmond ou André Duchesne, qui y trouvèrent certains des textes dont ils donnèrent la première édition.
En plus de ses manuscrits et imprimés, Paul Petau avait aussi constitué une collection de monnaies et médailles, et de différentes autres « curiosités » d'antiquaire. Il publia lui-même un catalogue en deux parties de ce cabinet, avec des gravures : Antiquariæ supellectilis portiuncula, Parisius (1610) et Veterum nummorum gnorisma (même année). Il y eut de ce catalogue une édition très postérieure : Explication de plusieurs antiquités recueillies par Paul Petau, conseiller au Parlement de Paris (Amsterdam, 1757). Il a donné aussi quelques dissertations historiques : Syntagma de Nithardo Caroli Magni ex filia nepote, Dissertatio de epoca annorum Incarnationis Christi.   
Le jésuite Denis Pétau (1583 à Orléans - 1652 à Paris) est son petit-neveu.

## Après sa mort
Son fils Alexandre, né en 1610, reçu conseiller au Parlement de Paris le 11 février 1628, mort en 1672, a poursuivi le travail de Paul.
Les manuscrits de cette bibliothèque (appelés les Petaviani) furent acquis entre 1590 et 1659 (pour ceux dont la date d'acquisition est connue). Alexandre Petau en possédait plus de 1 800 en 1650. Cette année-là, il en vendit près de 1 500 à la reine Christine de Suède (par l'intermédiaire de son bibliothécaire Isaac Vossius). La collection de la reine passa à sa mort à la Bibliothèque du Vatican, où se trouvent aujourd'hui une grande part des anciens volumes des Petau. Certains furent retenus par Isaac Vossius, dont les héritiers vendirent la collection à la bibliothèque de l'Université de Leyde. À la fin de sa vie, Alexandre Petau possédait une collection plus restreinte d'environ 300 manuscrits et incunables, et en 1669 Nicolas Clément en acheta vingt-deux pour la Bibliothèque du roi. Après sa mort, le reste de la collection (277 pièces selon le catalogue) fut vendu en plusieurs fois sur plusieurs décennies par ses héritiers, et une notable partie (quatre-vingt-huit) fut acquise en 1720 par le bibliophile genevois Ami Lullin, qui à sa mort (1756) légua sa collection à la Bibliothèque de Genève, dont elle constitue le principal fonds de manuscrits anciens.